# Kfz-Kennzeichen (Georgien)

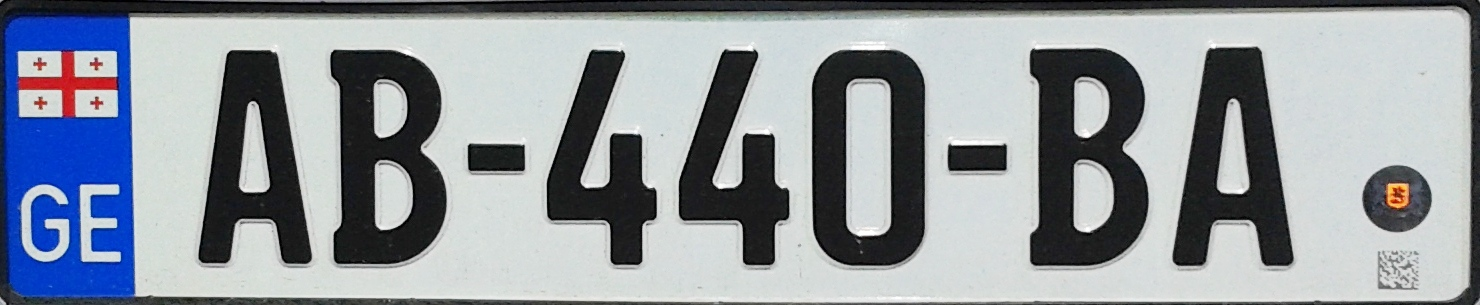
Kfz-Kennzeichen seit 1. September 2014

Georgische Kfz-Kennzeichen wurden 1993 in Georgien eingeführt. Sie entsprechen der europäischen Standardgröße und zeigen in der Regel schwarze Schrift auf weißem Hintergrund. Die aktuell verwendeten Nummernschilder werden seit dem 1. September 2014 ausgegeben.

## Systematik
Die aktuellen Schilder zeigen einen blauen Balken mit dem Nationalitätszeichen GE und der Flagge Georgiens am linken Rand und passen sich somit dem Euro-Kennzeichen an. Hinsichtlich der Kombinationen orientieren sich die Kennzeichen am französischen und italienischen Modell nach dem fortlaufenden Muster AB-123-CD. Dabei werden ausschließlich Buchstaben des lateinischen Alphabets verwendet. Die Kombination gibt keinerlei Auskunft über die genaue Herkunft des Fahrzeugs. Am rechten Rand erscheint eine Hologramm-Plakette, die vor Fälschungen schützen soll.
Von 1993 bis 2014 bestanden die Kennzeichen aus drei Buchstaben, einem Bindestrich und drei Ziffern in DIN-Schrift (z. B. ABC-123). In der linken unteren Ecke erschien das Nationalitätszeichen GEO (ab September 2010 GE). Darüber war auf vielen Nummernschildern die Flagge Georgiens abgebildet. Die Änderung der Nationalflagge von 2004 wurde entsprechend auch auf den Kennzeichen vollzogen.
Ursprünglich kodierte der erste Buchstabe den Zulassungsbezirk. Dieses System wurde allerdings bald wieder aufgegeben und die Kennzeichen wurden fortan in Blöcken oder gegen Entgelt in beliebiger gewünschter Kombinationen, sofern frei, vergeben. Einige Firmen hatten sämtliche möglichen Kombinationen mit den ihrem Firmennamen entsprechenden Dreibuchstabenkürzeln aufgekauft (beispielsweise die größte Privatbank des Landes, die TBC Bank, alle 999 Kennzeichen mit TBC oder der Fernsehsender Mse TV entsprechend der englischen Transkription alle Kennzeichen mit MZE). Krankenwagen trugen oft Kennzeichen mit den Buchstaben PSP, dem Kürzel eines als Sponsor auftretenden pharmazeutischen Unternehmens, Feuerwehr- und andere Rettungsfahrzeuge Kennzeichen mit SOS.

## Bilder

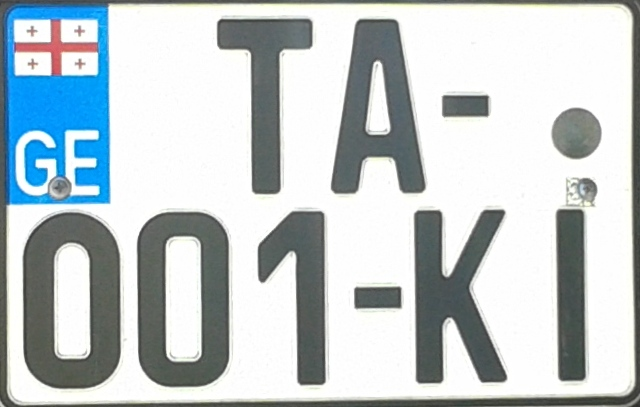
Zweizeilige Version
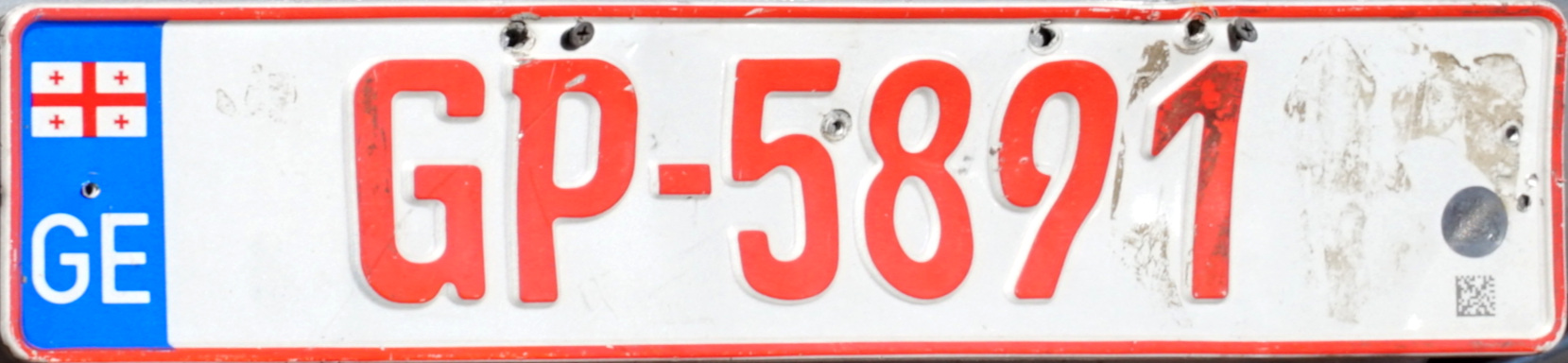
Temporäres Kennzeichen
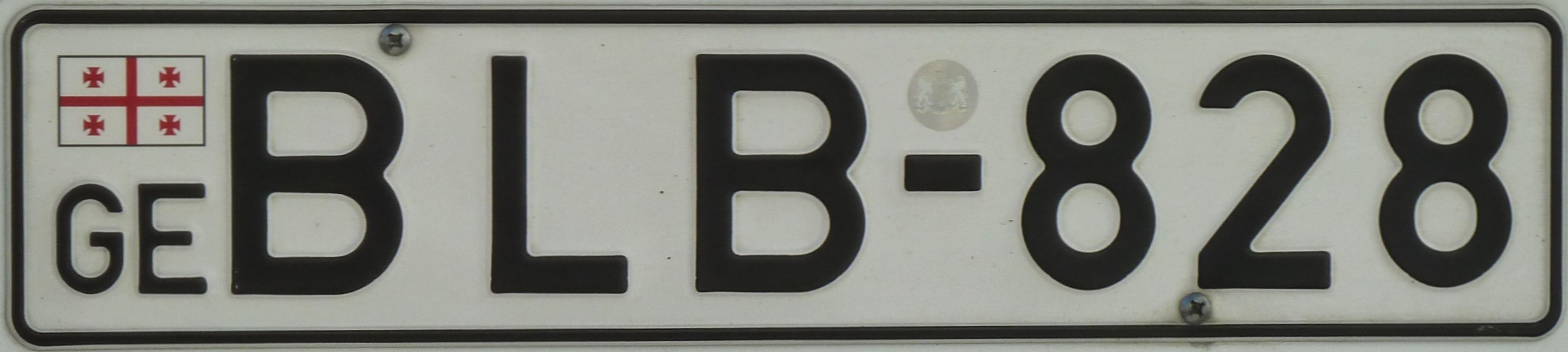
Kennzeichen zwischen 2010 und 2014
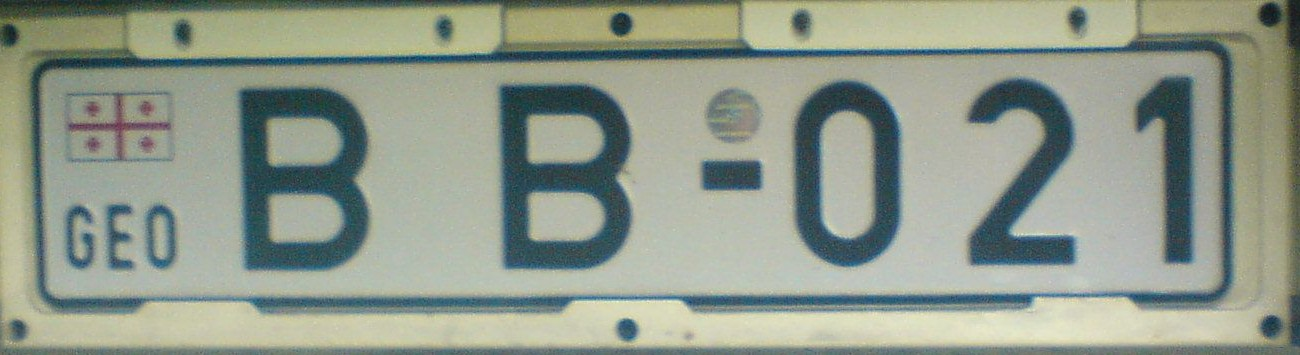
Anhängerkennzeichen bis 2010
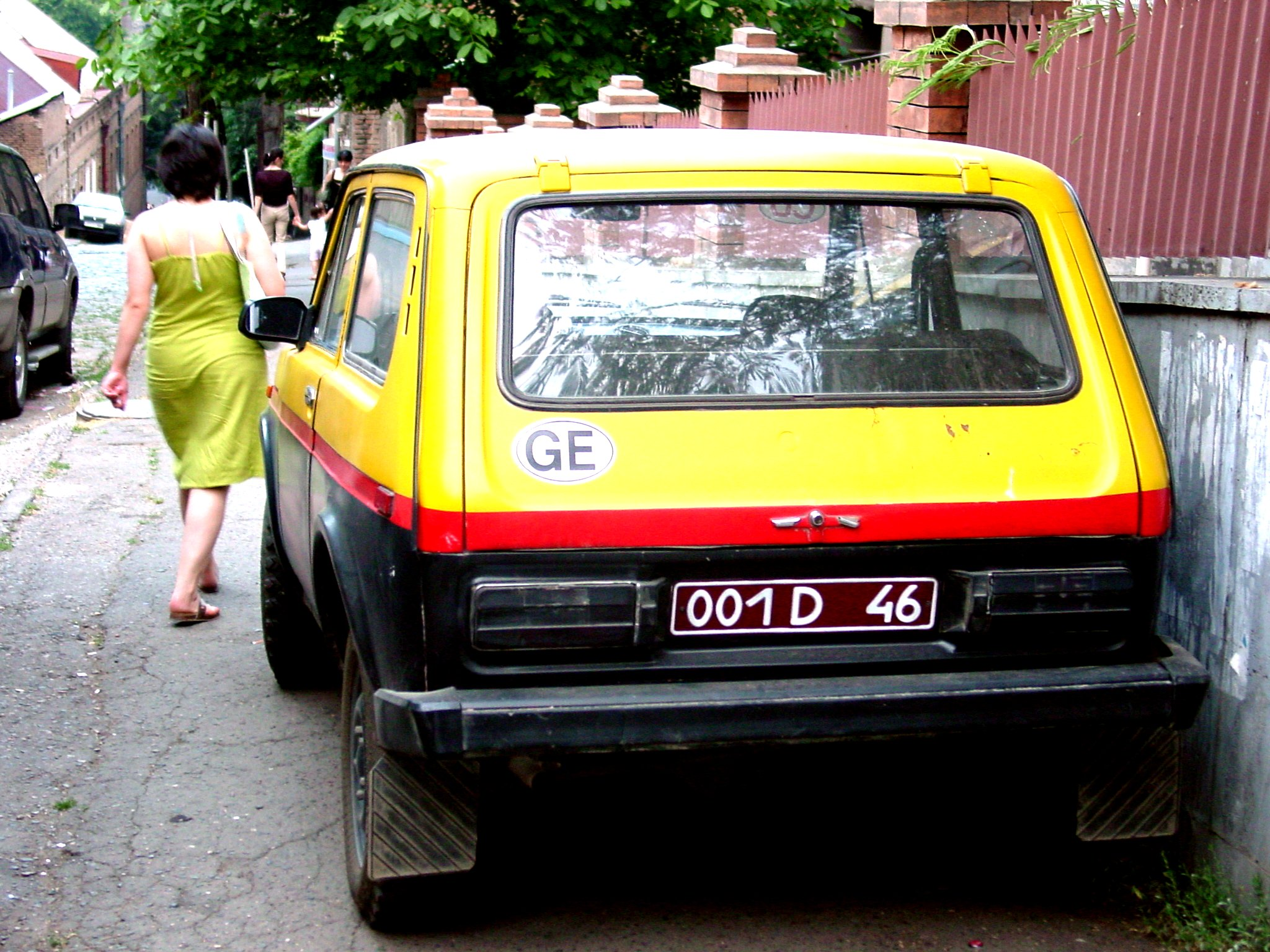
Lada Niva mit älterem Diplomatenkennzeichen und GE-Oval, 001 = Deutschland
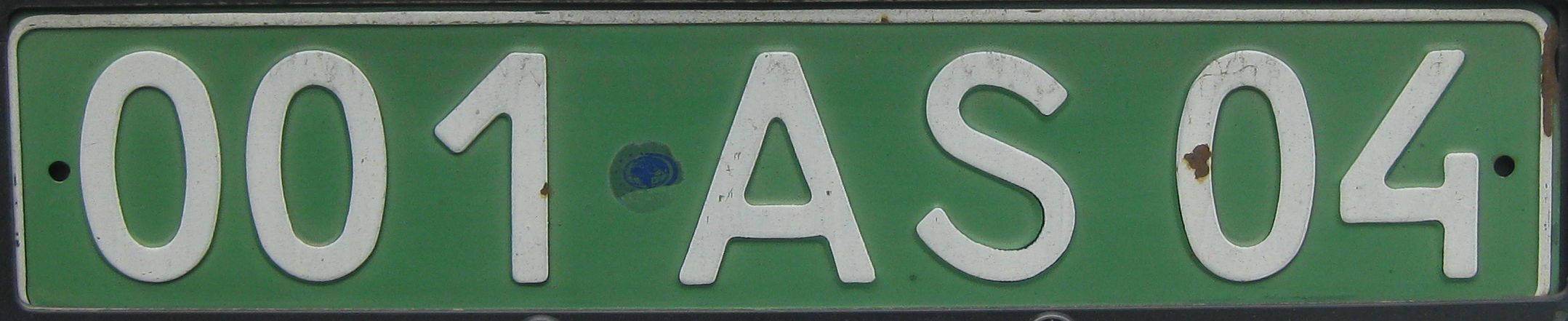
Kennzeichen für technisches und administratives Personal, 001 = Deutschland
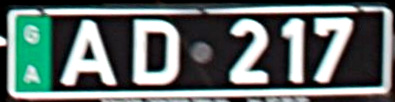
Militärkennzeichen
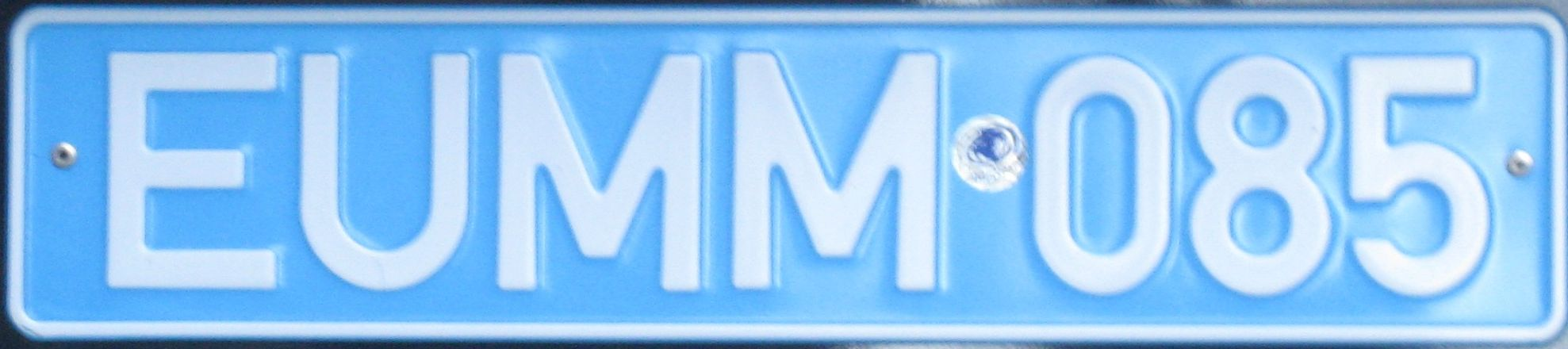
Kennzeichen der EUMM
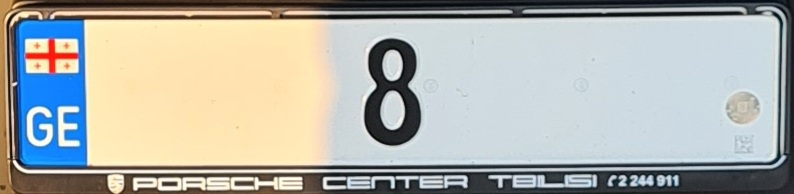
Wunschkennzeichen kosten 10.000 GEL
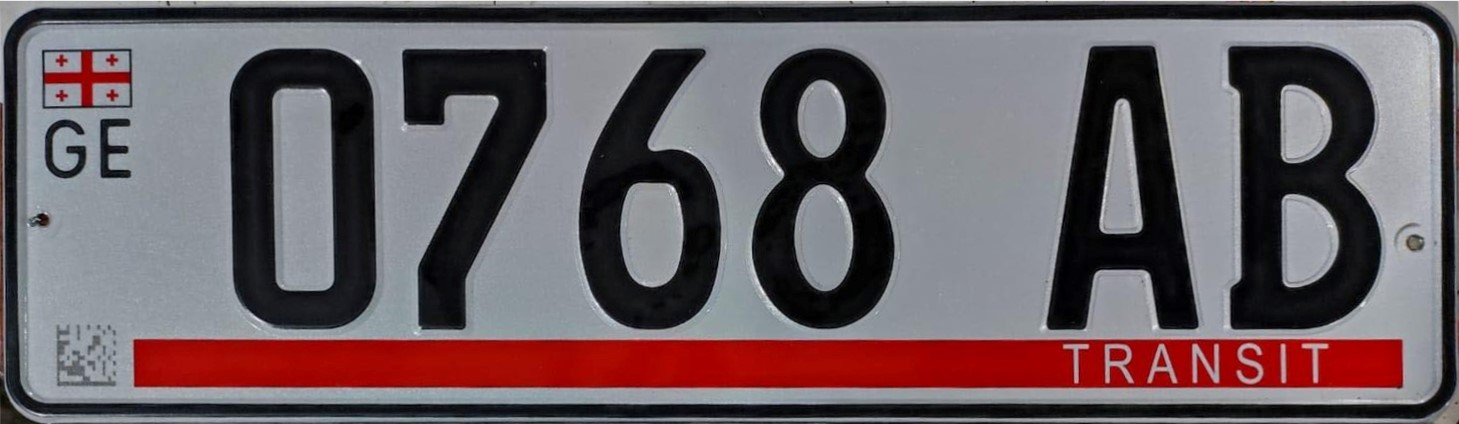
Kennzeichen für Fahrzeugüberführung
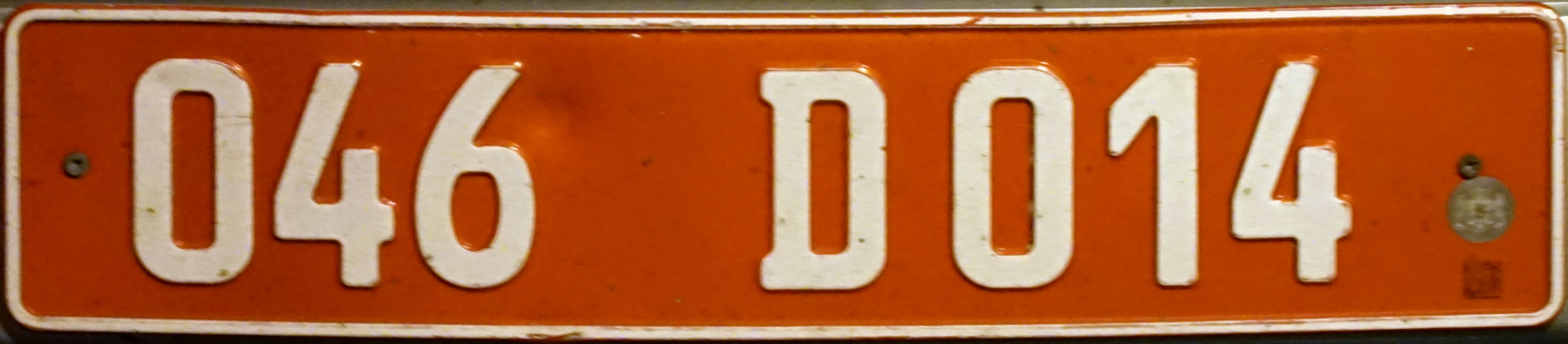
Diplomatenkennzeichen
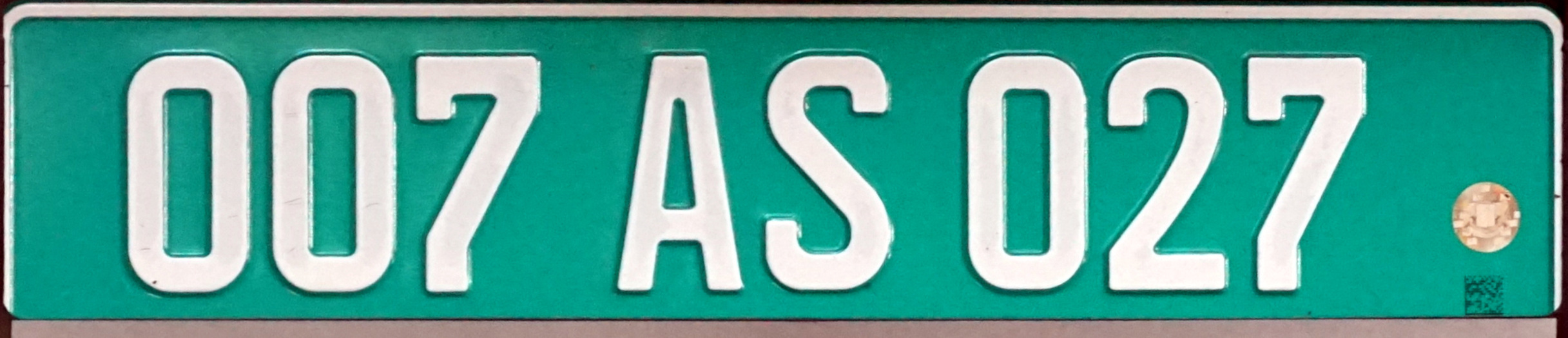
Kennzeichen internationaler Organisationen

### Anfangs verwendete Regionsbuchstaben
- A – Tiflis
- B – Adscharien
- C – Abchasien
- F – Sugdidi
- N – Achalziche
- R – Telawi
- S – Bolnissi

Vor der Unabhängigkeit verwendete die Georgische Sozialistische Sowjetrepublik als Teil der Sowjetunion sowjetische Kennzeichen.

## Kennzeichenarten
Anhänger und Baumaschinen besitzen seit 2014 Schilder nach dem Muster AB-123-A, Zweiräder zeigen nach zwei Buchstaben vier Ziffern (Schema CC-1234). In beiden Fällen handelt es sich um zweizeilige Schilder.
Temporäre Kennzeichen beginnen mit den Buchstaben GA, GE oder GG (Schema GG-1234) gefolgt von vier Ziffern. Temporäre Kennzeichen haben rote Schrift auf weißem Grund.
Von 1993 bis 2014 besaßen Anhänger und Baumaschinen Schilder nach dem Muster AB-123, Zweiräder zeigten nach zwei Buchstaben vier Ziffern (Schema CC-1234). In beiden Fällen handelt es sich um zweizeilige Schilder. Temporäre Kennzeichen begannen mit den Buchstaben TG, TT oder TR gefolgt von vier Ziffern.
Transit- und Exportschilder zeigen vier Ziffern, gefolgt von einem senkrechten roten Balken mit Monats- und Jahresangabe. Abschließend erscheinen zwei Buchstaben. Diese Schilder bestehen aus Papier oder Klebefolie.
Diplomatenkennzeichen besitzen einen roten Grund und weiße Schrift. Sie beginnen mit einer dreistelligen Seriennummer. Es folgen die Buchstaben D oder CMD und die Kodierung des Herkunftslandes durch drei Ziffern. Die Reihenfolge der Länder richtet sich dabei nach dem Datum der Botschaftseröffnung, weswegen 001 für Deutschland, 002 für die USA und 003 für die Türkei steht. Technisches und administratives Personal erhält grüne Schilder, die die Buchstaben AS aufweisen. Beide Schilderarten existieren in einer älteren, dunkleren und der aktuellen, helleren Variante mit veränderter Schriftart.
Die georgischen Streitkräfte verwenden schwarze Nummernschilder mit weißer Schrift. Die Kennzeichen bestehen aus zwei Buchstaben, gefolgt von drei Ziffern. Am linken Rand befindet sich ein grüner Balken mit den Buchstaben GA.
Die European Union Monitoring Mission (EUMM), die seit 2008 auch in Georgien tätig ist, besitzt eigene Schilder. Sie zeigen die Buchstaben EUMM in weißer Schrift auf hellblauem Grund, gefolgt von einer fortlaufenden Nummer.
Wunschkennzeichen beliebiger Art und abweichend vom Standard können für 10.000 GEL reserviert werden.

## Abchasien und Südossetien

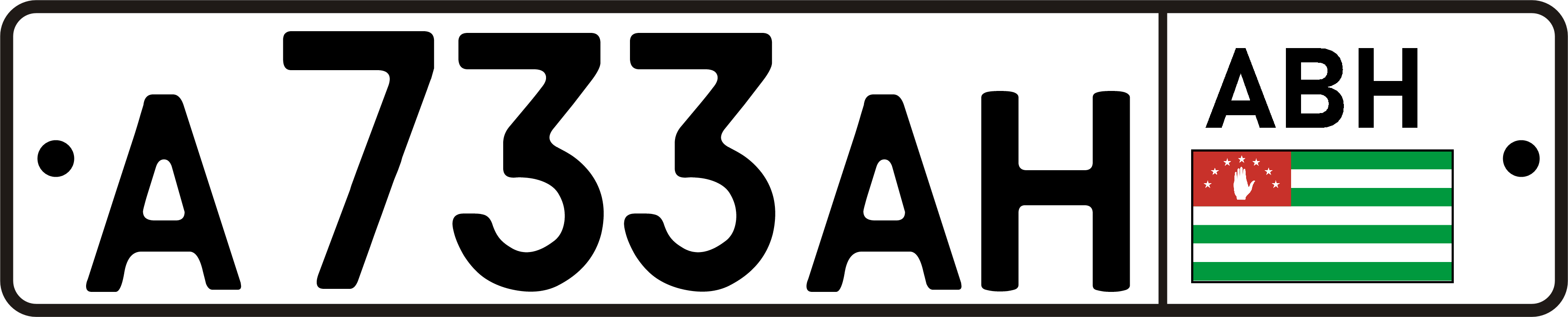
Abchasisches Kfz-Kennzeichen
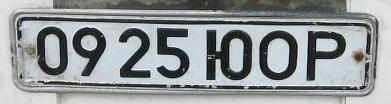
Altes Kennzeichen aus Südossetien
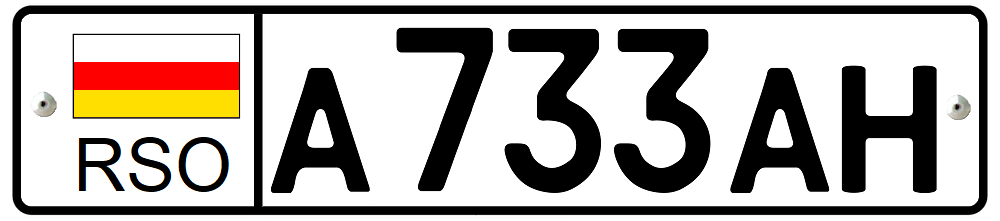
Aktuelles südossetisches Kennzeichen
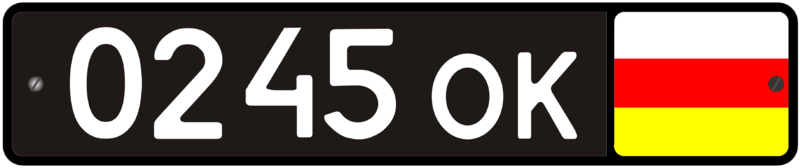
Kennzeichen der südossetischen Streitkräfte

Die abtrünnigen georgischen Regionen Abchasien und Südossetien geben eigene Nummernschilder aus, welche im georgischen Kernland verboten sind. Im Gegenzug erkennen die Behörden dieser Gebiete keine georgischen Kennzeichen an.

### Abchasien
Abchasische Nummernschilder orientieren sich an den russischen Kennzeichen. Sie zeigen einen kleinen Buchstaben des kyrillischen Alphabets, drei Ziffern und nochmals zwei verkleinerte kyrillische Buchstaben. Es werden allerdings nur jene zwölf Buchstaben verwandt, die in ähnlicher Form auch im lateinischen Alphabet vorkommen (А, В, Е, К, М, Н, О, Р, С, Т, У, Х). Am rechten Rand sind die Flagge Abchasiens und die Buchstaben ABH zu sehen. Anhängerkennzeichen bestehen aus zwei Buchstaben und vier Ziffern. Auch die Diplomatenkennzeichen entsprechen dem russischen Vorbild: Sie nutzen weiße Schrift auf rotem Untergrund. Die Schilder beginnen mit drei Ziffern, die das Herkunftsland verschlüsseln (001 für Russland, 002 für Südossetien). Es folgen die Buchstaben D oder CD und eine fortlaufende Seriennummer. Am rechten Rand erscheinen die Buchstaben ABH in einem abgetrennten Feld.

### Südossetien
Ältere Kfz-Kennzeichen aus Südossetien ähneln den Schildern der ehemaligen Sowjetunion. Sie bestehen aus vier Ziffern gefolgt von den kyrillischen Buchstaben ЮОР (Юго-Осетинская Республика, russisch für Südossetische Republik) und zeigen keine weitere Symbolik. Mittlerweile werden – wie in Abchasien – moderne Kennzeichen nach russischem Muster vergeben, bei denen wiederum nur jene kyrillischen Buchstaben genutzt werden, zu denen ein lateinisches Pendant existiert. Sie zeigen links die Flagge Südossetiens sowie die Buchstaben RSO für Republik Südossetien. Es folgen ein Buchstabe, drei Ziffern und erneut zwei Buchstaben. Wie auch in der Russischen Föderation besitzen Fahrzeuge der Regierung besondere Kennzeichen. Sie zeigen am linken Rand die Flagge ohne Buchstaben. Fahrzeuge der Armee und des südossetischen Verteidigungsministeriums weisen schwarze Schilder mit weißer Aufschrift auf. Das Kennzeichen besteht aus vier Ziffern und zwei Buchstaben. Am rechten Rand ist erneut die Nationalflagge abgebildet.